# ОШ „Милисав Николић” Божевац
ОШ „Милисав Николић” у Божевцу, насељеном месту на територији општине Мало Црниће, државна је установа основног образовања.
Основна трогодишња школа у Божевцу почела је са радом 1842. године. Постојећа зграда је сазидана 1928. године трудом тадашњег председника општине Лазара Стоиловића. Реконструкција крова и обнове фасаде школе трајала је пуне четири године, у периоду од 2001. до 2005. године.

## Школа данас
Рад школе је организован у централној школи у Божевцу и пет издвојених одељења.
- Школа у Божевцу располаже са осам учионица и једном учионицом која је прилагођена за наставу физичког васпитања, кухињом и трпезаријом, једном зборницом, библиотеком, канцеларијама за директора, администрацију и стручног сарадника.
- Школа у Црљенцу располаже са 7 учионица, једном зборницом, кухињом и трпезаријом и библиотеком.
- Школа у Кули има две учионице и једну зборницу.
- Школа у Кобиљу има четири учионице, једну зборницу, кухињу са трпезаријом.
- Школа у Забреги располаже са две учионице и једном зборницом.
- Школа у Аљудову располаже са две учионице и једном зборницом.